# HK Neftianik Almetievsk
Neftianik Almetievsk, ryska: Нефтяник Альметьевск, är en ishockeyklubb från Almetievsk i Tatarstan, Ryssland. Klubben bildades 1965 under namnet Sputnik Almetievsk. 2008 togs namnet Neftianik som på ryska betyder oljearbetare. Klubben spelade i den sovjetiska Klass 3-ligan åren 1979–1992 för att sedan avancera till den ryska andraligan Vyssjaja liga. Sedan 2010 spelar laget i Vyssjaja chokkejnaja liga. Säsongen 2015/2016 vann man Bratina Cup, vilket då var namnet på slutspelet i VHL. Även Säsongen 2010/2011 var man i final, men då fick man nöja sig med en andraplats.